# قائمة رؤساء مجلس الشعب السوري
رئيس مجلس الشعب السوري يمثل مجلس الشعب وهو السلطة التشريعية في سوريا. ويقوم بالتوقيع والتحدث بالنايبة عن المجلس.
تضم هذا القائمة رؤساء المجالس التشريعية في سوريا بمسمياتها المختلفة منذ فترة الانتداب الفرنسي حتى الآن.

## سوريا تحت إدارة أراضي العدو المحتلة (1917–1920)

### رئيس المؤتمر الوطني السوري (1919–1920)
| الصورة | الاسم (ولادة–وفاة)       | فترة شغل المنصب | فترة شغل المنصب | فترة شغل المنصب | الحزب | الحزب          |
| الصورة | الاسم (ولادة–وفاة)       | تولى المنصب     | غادر المنصب     | المدة           | الحزب | الحزب          |
| ------ | ------------------------ | --------------- | --------------- | --------------- | ----- | -------------- |
|        | هاشم الأتاسي (1875–1960) | 11 ديسمبر 1919  | 17 يوليو 1920   | 220 أيام        |       | الكتلة الوطنية |

## دولة سورية، جزء من الانتداب الفرنسي (1922–1930)

### رئيس المجلس التأسيسي (1923–1925)
| الصورة | الاسم (ولادة–وفاة)          | فترة شغل المنصب | فترة شغل المنصب | فترة شغل المنصب | الحزب | الحزب          |
| الصورة | الاسم (ولادة–وفاة)          | تولى المنصب     | غادر المنصب     | المدة           | الحزب | الحزب          |
| ------ | --------------------------- | --------------- | --------------- | --------------- | ----- | -------------- |
|        | بديع مؤيد العظم (1870–1960) | 12 نوفمبر 1923  | 14 يوليو 1925   | 1 سنة و245 أيام |       | مستقل          |
|        | هاشم الأتاسي (1875–1960)    | 11 أغسطس 1928   | 6 سبتمبر 1928   | 27 أيام         |       | الكتلة الوطنية |

## الجمهورية السورية (1930–1946)

### رئيس مجلس النواب (1932–1933)
|                  | فارس الخوري (1877–1962)      | 21 نوفمبر 1936 | 8 يوليو 1939   | 2 سنوات و230 أيام |  | الكتلة الوطنية |
| شاغر (1939–1943) |                              |                |                |                   |  |                |
|                  | فارس الخوري (1877–1962)      | 17 أغسطس 1943  | 17 أكتوبر 1944 | 1 سنة و62 أيام    |  | الكتلة الوطنية |
|                  | سعد الله الجابري (1893–1947) | 17 أكتوبر 1944 | 15 سبتمبر 1945 | 334 أيام          |  | الكتلة الوطنية |
|                  | فارس الخوري (1877–1962)      | 16 سبتمبر 1945 | 22 أكتوبر 1946 | 1 سنة و34 أيام    |  | الكتلة الوطنية |

## الجمهورية السورية (1946–1958)

### رئيس مجلس النواب (1947–1949)
| الصورة | الاسم (ولادة–وفاة)      | فترة شغل المنصب | فترة شغل المنصب | فترة شغل المنصب | الحزب | الحزب          |
| الصورة | الاسم (ولادة–وفاة)      | تولى المنصب     | غادر المنصب     | المدة           | الحزب | الحزب          |
| ------ | ----------------------- | --------------- | --------------- | --------------- | ----- | -------------- |
|        | فارس الخوري (1877–1962) | 27 سبتمبر 1947  | 31 مارس 1949    | 1 سنة و186 أيام |       | الكتلة الوطنية |

### رئيس المجلس التأسيسي (1949–1951)
| الصورة | الاسم (ولادة–وفاة)          | فترة شغل المنصب | فترة شغل المنصب | فترة شغل المنصب | الحزب | الحزب     |
| الصورة | الاسم (ولادة–وفاة)          | تولى المنصب     | غادر المنصب     | المدة           | الحزب | الحزب     |
| ------ | --------------------------- | --------------- | --------------- | --------------- | ----- | --------- |
|        | رشدي الكيخيا (1899–1987)    | 12 ديسمبر 1949  | 22 يونيو 1951   | 1 سنة و193 أيام |       | حزب الشعب |
|        | معروف الدواليبي (1909–2004) | 23 يونيو 1951   | 30 سبتمبر 1951  | 70 أيام         |       | حزب الشعب |
|        | ناظم القدسي (1906–1998)     | 1 أكتوبر 1951   | 2 ديسمبر 1951   | 63 أيام         |       | حزب الشعب |

### رئيس مجلس النواب (1958–1954)
| الصورة | الاسم (ولادة–وفاة)        | فترة شغل المنصب | فترة شغل المنصب | فترة شغل المنصب   | الحزب | الحزب                                     |
| الصورة | الاسم (ولادة–وفاة)        | تولى المنصب     | غادر المنصب     | المدة             | الحزب | الحزب                                     |
| ------ | ------------------------- | --------------- | --------------- | ----------------- | ----- | ----------------------------------------- |
|        | مأمون الكزبري (1914–1998) | 24 أكتوبر 1953  | 2 ديسمبر 1954   | 1 سنة و40 أيام    |       | مستقل                                     |
|        | ناظم القدسي (1906–1998)   | 14 أكتوبر 1954  | 1 أكتوبر 1957   | 2 سنوات و353 أيام |       | حزب الشعب                                 |
|        | أكرم الحوراني (1912–1996) | 14 أكتوبر 1957  | 22 فبراير 1958  | 132 أيام          |       | حزب البعث العربي الاشتراكي (القطر السوري) |

## الجمهورية العربية المتحدة (1958–1961)

### رئيس مجلس النواب (1958–1960)
| الصورة | الاسم (ولادة–وفاة)        | فترة شغل المنصب | فترة شغل المنصب | فترة شغل المنصب   | الحزب | الحزب                                     |
| الصورة | الاسم (ولادة–وفاة)        | تولى المنصب     | غادر المنصب     | المدة             | الحزب | الحزب                                     |
| ------ | ------------------------- | --------------- | --------------- | ----------------- | ----- | ----------------------------------------- |
|        | أكرم الحوراني (1912–1996) | 22 فبراير 1958  | 20 يوليو 1960   | 2 سنوات و150 أيام |       | حزب البعث العربي الاشتراكي (القطر السوري) |

### رئيس مجلس الأمة (1960–1961)
| الصورة | الاسم (ولادة–وفاة)            | فترة شغل المنصب | فترة شغل المنصب | فترة شغل المنصب | الحزب | الحزب          |
| الصورة | الاسم (ولادة–وفاة)            | تولى المنصب     | غادر المنصب     | المدة           | الحزب | الحزب          |
| ------ | ----------------------------- | --------------- | --------------- | --------------- | ----- | -------------- |
|        | محمد أنور السادات (1918–1981) | 21 يوليو 1960   | 17 سبتمبر 1961  | 1 سنة و59 أيام  |       | الاتحاد القومي |

## الجمهورية العربية السورية (1961–الآن)

### رئيس مجلس النواب (1961–1963)
| الصورة | الاسم (ولادة–وفاة)        | فترة شغل المنصب | فترة شغل المنصب | فترة شغل المنصب | الحزب | الحزب |
| الصورة | الاسم (ولادة–وفاة)        | تولى المنصب     | غادر المنصب     | المدة           | الحزب | الحزب |
| ------ | ------------------------- | --------------- | --------------- | --------------- | ----- | ----- |
|        | مأمون الكزبري (1914–1998) | 12 ديسمبر 1961  | 12 سبتمبر 1962  | 275 أيام        |       | مستقل |
|        | سعيد الغزي (1893–1967)    | 17 سبتمبر 1962  | 7 مارس 1963     | 172 أيام        |       | مستقل |

### رئيس المجلس الوطني الثوري (1965–1966)
| الصورة | الاسم (ولادة–وفاة)       | فترة شغل المنصب | فترة شغل المنصب | فترة شغل المنصب | الحزب | الحزب                                     |
| الصورة | الاسم (ولادة–وفاة)       | تولى المنصب     | غادر المنصب     | المدة           | الحزب | الحزب                                     |
| ------ | ------------------------ | --------------- | --------------- | --------------- | ----- | ----------------------------------------- |
|        | منصور الأطرش (1926–2006) | 1 سبتمبر 1965   | 24 فبراير 1966  | 177 أيام        |       | حزب البعث العربي الاشتراكي (القطر السوري) |

### رئيس مجلس الشعب (1971–الآن)
| الصورة         | الاسم (ولادة–وفاة)             | فترة شغل المنصب | فترة شغل المنصب   | فترة شغل المنصب   | الحزب | الحزب                                     |
| الصورة         | الاسم (ولادة–وفاة)             | تولى المنصب     | غادر المنصب       | المدة             | الحزب | الحزب                                     |
| -------------- | ------------------------------ | --------------- | ----------------- | ----------------- | ----- | ----------------------------------------- |
|                | أحمد الحسن الخطيب (1933–1982)  | 22 فبراير 1971  | 26 ديسمبر 1971    | 308 أيام          |       | حزب البعث العربي الاشتراكي (القطر السوري) |
|                | فهمي اليوسفي (?–2006)          | 27 ديسمبر 1971  | 21 فبراير 1973    | 1 سنة و57 أيام    |       | حزب البعث العربي الاشتراكي (القطر السوري) |
|                | محمد علي الحلبي (1937–2016)    | 9 يونيو 1973    | 8 يونيو 1977      | 3 سنوات و335 أيام |       | حزب البعث العربي الاشتراكي (القطر السوري) |
| 18 أغسطس 1977  | محمد علي الحلبي (1937–2016)    | 27 مارس 1978    | 222 أيام          |                   |       | حزب البعث العربي الاشتراكي (القطر السوري) |
|                | محمود حديد ‏                    | 30 مارس 1978    | 17 أغسطس 1981     | 3 سنوات و141 أيام |       | حزب البعث العربي الاشتراكي (القطر السوري) |
|                | محمود الزعبي (1935–2000)       | 16 نوفمبر 1981  | 15 نوفمبر 1985    | 4 سنوات و0 أيام   |       | حزب البعث العربي الاشتراكي (القطر السوري) |
| 27 فبراير 1986 | محمود الزعبي (1935–2000)       | 18 فبراير 1988  | 1 سنة و357 أيام   |                   |       | حزب البعث العربي الاشتراكي (القطر السوري) |
|                | عبد القادر قدورة (1935–2013)   | 19 فبراير 1988  | 16 فبراير 1990    | 1 سنة و363 أيام   |       | حزب البعث العربي الاشتراكي (القطر السوري) |
| 11 يونيو 1990  | عبد القادر قدورة (1935–2013)   | 10 يونيو 1994   | 4 سنوات و0 أيام   |                   |       | حزب البعث العربي الاشتراكي (القطر السوري) |
| 10 سبتمبر 1994 | عبد القادر قدورة (1935–2013)   | 9 سبتمبر 1998   | 4 سنوات و0 أيام   |                   |       | حزب البعث العربي الاشتراكي (القطر السوري) |
| 1999           | عبد القادر قدورة (1935–2013)   | 2002            | 4 سنوات           |                   |       | حزب البعث العربي الاشتراكي (القطر السوري) |
|                | محمد ناجي عطري (مواليد 1944)   | 9 مارس 2003     | 18 سبتمبر 2003    | 194 أيام          |       | حزب البعث العربي الاشتراكي (القطر السوري) |
|                | محمود الأبرش (مواليد 1944)     | 7 أكتوبر 2003   | 8 مارس 2007       | 3 سنوات و153 أيام |       | حزب البعث العربي الاشتراكي (القطر السوري) |
| 7 مايو 2007    | محمود الأبرش (مواليد 1944)     | 7 مايو 2012     | 5 سنوات و1 يوم    |                   |       | حزب البعث العربي الاشتراكي (القطر السوري) |
|                | محمد جهاد اللحام (مواليد 1954) | 24 مايو 2012    | 6 يونيو 2016      | 4 سنوات و14 أيام  |       | حزب البعث العربي الاشتراكي (القطر السوري) |
|                | هدية عباس (1958–2021)          | 6 يونيو 2016    | 20 يوليو 2017     | 1 سنة و45 أيام    |       | حزب البعث العربي الاشتراكي (القطر السوري) |
|                | حمودة الصباغ (مواليد 1959)     | 28 سبتمبر 2017  | 5 يونيو 2020      | 2 سنوات و252 أيام |       | حزب البعث العربي الاشتراكي (القطر السوري) |
| 11 أغسطس 2020  | حمودة الصباغ (مواليد 1959)     | حتى الآن        | 4 سنوات و331 أيام |                   |       | حزب البعث العربي الاشتراكي (القطر السوري) |